# Elini
Elini (sardinski: Elìni) je grad i općina (comune) u pokrajini Nuoru u regiji Sardiniji, Italija. Nalazi se na nadmorskoj visini od 472 metra i ima 559 stanovnika.
 Prostire se na 10,65 km². Gustoća naseljenosti je 52 st/km².
Susjedne općine su: Arzana, Ilbono, Lanusei i Tortolì.